# Alejandro Mello
Álvaro Alejandro Mello Silvera (ur. 13 maja 1979 w Montevideo) – urugwajski piłkarz, występujący na pozycji napastnika.

## Kariera piłkarska

### Kariera klubowa
Wychowanek klubu Nacional, w którym rozpoczynał swoją karierę. Występował również w innych urugwajskich klubach River Plate Montevideo, Tacuarembó FC i Rentistas Montevideo. W 2004 piłkarz pierwszy raz na krótko wyjechał za ocean grając w chińskim zespole Shanghai Shenhua. W sezonie 2004/05 bronił barw argentyńskiej drużyny Olimpo Bahía Blanca. W 2007 przeszedł do Atlético Bucaramanga, skąd już w lipcu wyjechał do Ukrainy, gdzie został piłkarzem Czornomorca Odessa. Na początku 2010 po zakończeniu kontraktu powrócił do Urugwaju, podpisując nowy kontrakt z CA Cerro. Na początku 2011 przeniósł się do paragwajskiego Sportivo Luqueño.